# AOT-компиляция
Ahead-of-Time (AOT) компилятор — это вид транслятора, который использует метод компиляции перед исполнением (англ. ahead-of-time compilation). Применяется как для компиляции высокоуровневых языков (например, Си, C++ или Паскаль), так и для компиляции «промежуточных» языков, таких как байт-код Java, .NET Common Intermediate Language (CIL), IBM System/38, IBM System i.
Во многих реализациях языков программирования используется JIT-компиляция, которая позволяет компилировать промежуточный код напрямую в бинарный во время его выполнения, что позволяет существенно увеличить скорость выполнения. JIT требует выделения дополнительной памяти.
Метод АОТ не требует выделения дополнительной памяти и АОТ-компиляция проходит с минимальной нагрузкой на систему. Процесс компиляции полностью выполняется перед выполнением программы.

## Примеры AOT-компиляторов
- Ngen для .NET (Windows)
- Mono AOT для .NET (AMD64, ARM[1])
- Excelsior JET[англ.] для Java (Java SE 7 и Windows/linux на x86/amd64[2])
- ART для Android
- asm.js для JavaScript
- GraalVM Native Image для Java[3]